# Paphiopedilum burbidgei
Paphiopedilum burbidgei là một loài thực vật có hoa trong họ Lan. Loài này được (Rchb.f.) Pfitzer mô tả khoa học đầu tiên năm 1894.